# Puei Griu
El Puei Griu és un cim de 1.690 metres de les muntanyes del Cantal. Està situat a la línia de la carena entre les valls de la Sera i la Jordana, a mig camí dels municipis de Sant Jaume dels Blats i Mandalha.

## Toponímia

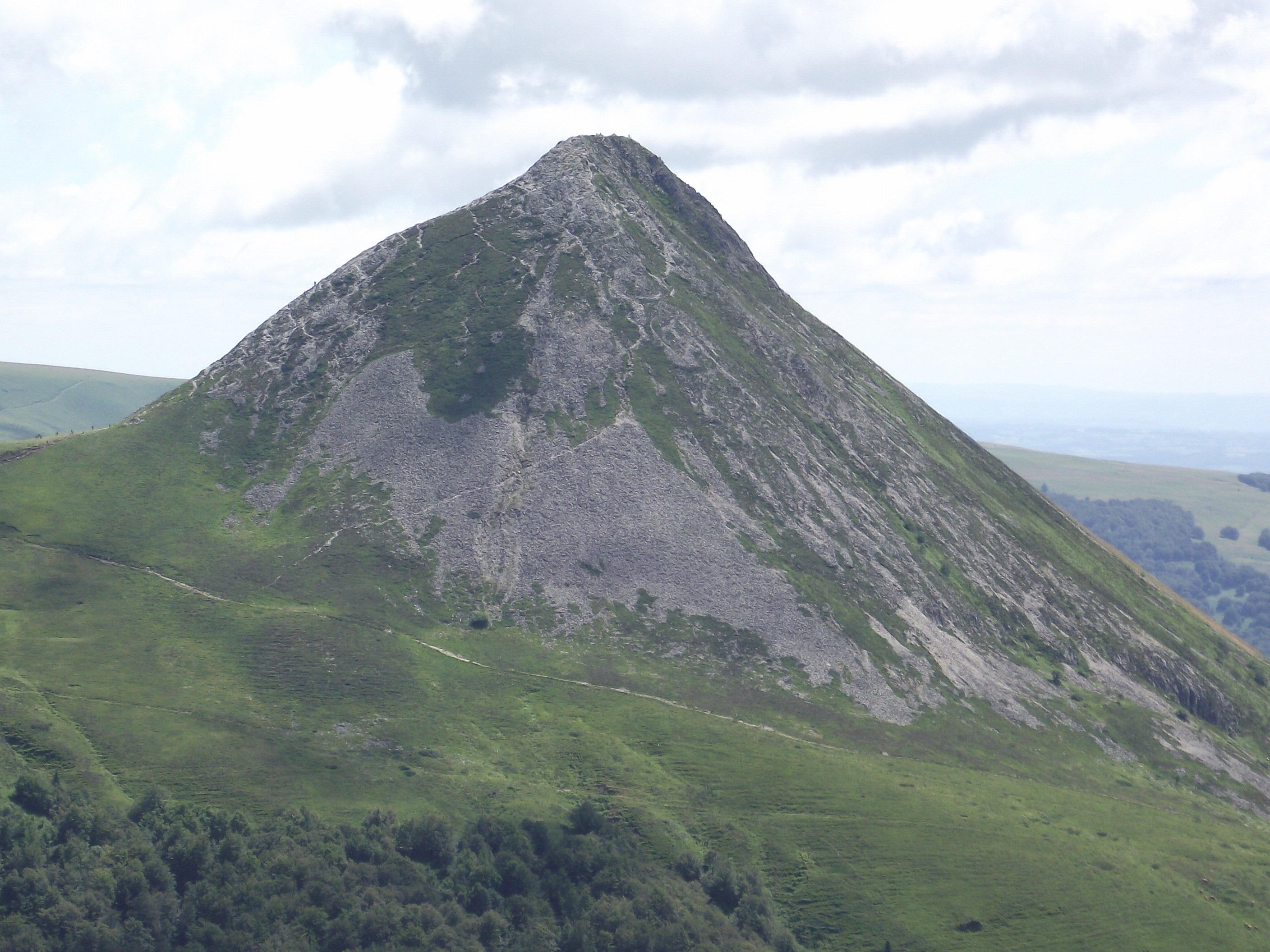
Cara nord del Puei Griu.

El seu nom oficial en francès Puy Griou, ve de l'occità Puei Griu, més concretament del parlar orllaguès, un subdialecte de l'occità llenguadocià septentrional. En aquest dialecte, griu ve de griea, que vol dir “dur de pujar”. Amb occità alvernès, parlat més al nord, a la muntanya, se l'anomena Puei de Grion.

## Geologia

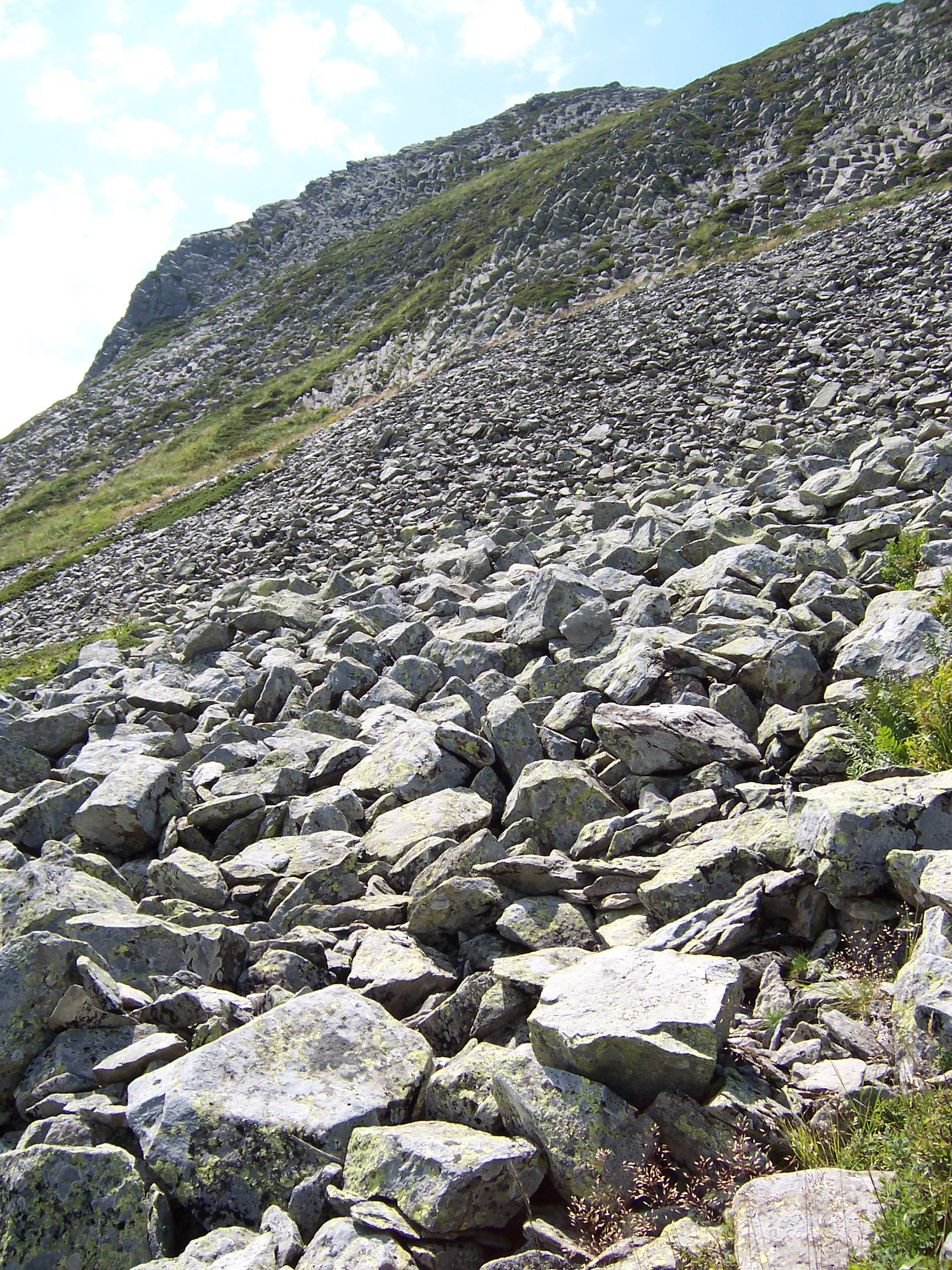
Fonolites a la carena de la muntanya.

Per la seva posició al centre de les monts del Cantal i la seva forma cònica molt esvelta, el Puei Griu s'ha presentat durant molt de temps com la xemeneia erosionada del volcà del Cantal. Però des d'aleshores ha perdut aquest rang i els geòlegs ara consideren que es tracta d'una cúpula de fonolita que ocupa una posició central però d'origen similar a altres cims del massís com la roca d'Osièras. Aquesta activitat hauria estat vigent fa uns 6 milions d'anys, després de les fases eruptives paroxístiques que va experimentar el Cantal fa entre 8,5 Ma i 6,5 Ma. Durant els períodes freds del recent quaternari, l'acció reiterada de congelació i descongelació va tallar la roca en lloselles per formar un braç de tartera.

## Accés
El GR 400 segueix la carena entre el Coll del Pertús i el Coll de Rombièra, prop de l'estació d'esquí de Lo Lioran. Al peu de la cúpula, un camí es desvia cap al sud, permetent l'ascens dels darrers 200 metres de desnivell.

## Bibliografis
- Brunel, J.; Graveline, F. Cantal, la saga d'un volcan (en francès).  Beaumont: Debaisieux, 1996. ISBN 2-9509180-4-2.
- Lavina, Pierre. Volcans d'Auvergne et du Massif Central (en francès).  Paris: Artis Éd, 2002.
- Lhermet, Jean. Contribution à la lexicologie du dialecte aurillacois (en francès).  E. Droz, 1931.
- Roux, Jean. L'auvergnat de poche, Chennevières-sur-Marne (Val-de-Marne) (en francès).  Assimil, 2002 (Assimil évasion). ISBN 978-2-7005-0319-7.